# Roncas
I Roncas (pron. fr. AFI: [ʁɔ̃kas]) furono una famiglia nobiliare valdostana, discendente dai Roncassi del distretto di Entremont, nel Canton Vallese.

## Storia
Non vi sono notizie di prima mano sulla famiglia, tuttavia Jean-Baptiste de Tillier narra che Claude Roncas, bisavolo di Pierre-Léonard de Roncas, si era stabilito in Valle d’Aosta all’inizio del XVI secolo esercitando il mestiere di cacciatore alpino e macellaio, poi continuato dal figlio Laurent de Roncas, al servizio dei membri di Casa Savoia.
I Roncas prendono il nome di Roncassi, dal riferimento geografico del Monte Roncasso nell'Appennino ligure.
Nel XVI secolo, i Roncas si stabiliscono nel Châtel-Argent.
Durante la guerra del sale, i Savoia amministrarono il feudo e il castello di Cly per circa due secoli, finché nel 1634 passano alla famiglia Roncas, signori di Châtel-Argent. Alla fine del XVII secolo, il castello di Cly venne abbandonato e perduto dai Roncas.

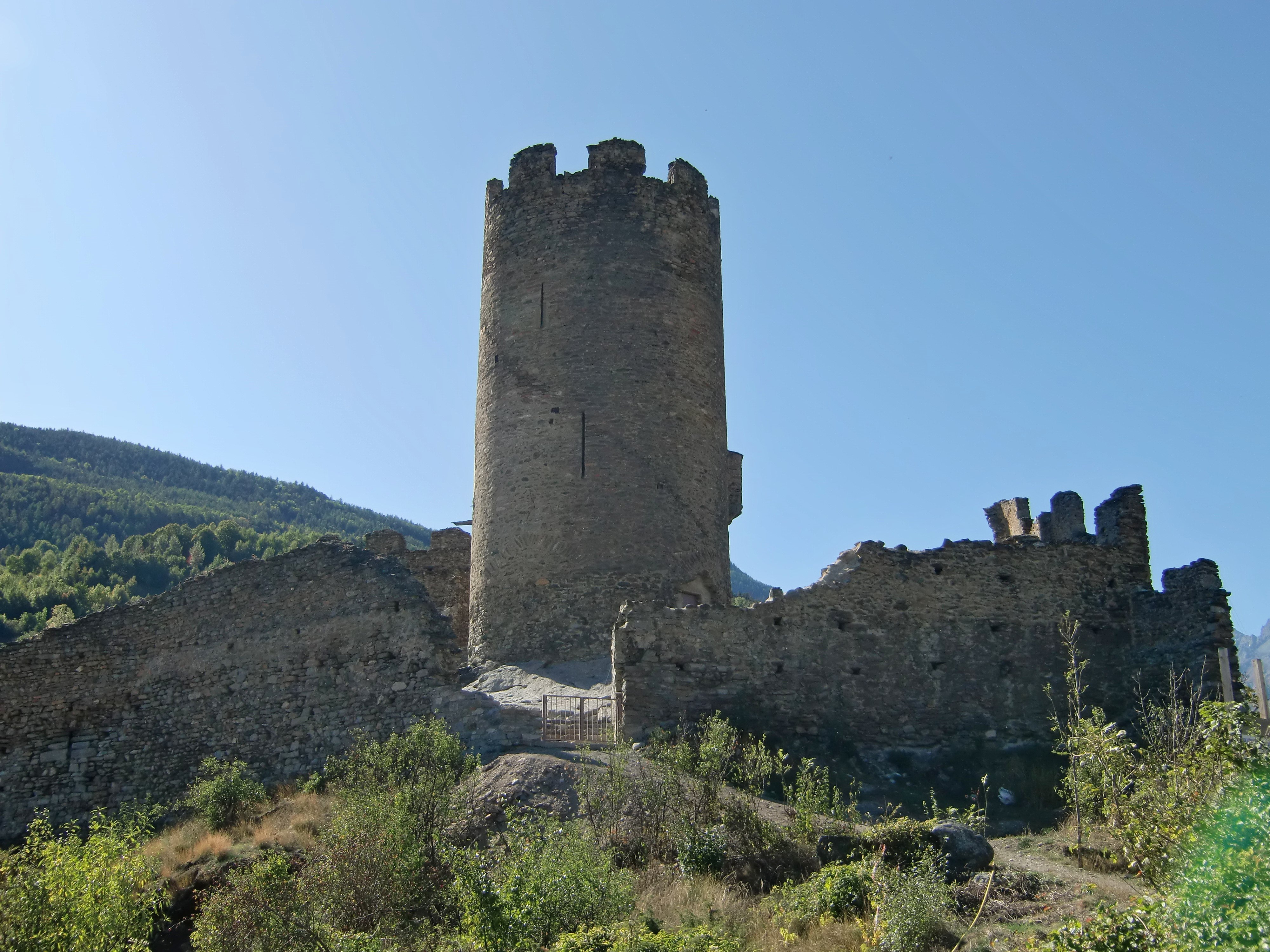
Il dongione del Châtel-Argent.

L'archivio della famiglia Roncas è conservato presso la Curia di Torino, e presenta i dettagli dell'estinzione della stirpe maschile della famiglia. Le Carte ereditarie e sottosezione Roncas giunsero ad Aosta dal Castello di Valperga, rimanendo in custodia legale ai Luigi Coardi Bagnasco di Carpeneto, indicando che alla morte di Pierre-Philibert Roncas de Châtel-Argent, signore di Cly, nel 1683, in assenza di figli maschi, furono nominati eredi testamentari universali in egual misura le sue figlie Jeanne-Marie-Christine (1650-1680) e Marie Marguerite (1656-1688).
La famiglia si trasferisce a Chambave. Attraverso i matrimoni delle figlie di Pierre-Philibert, si creano nuovi rami, trasmettendo il nome della famiglia come una linea femminile:
- Jeanne-Marie-Christine de Roncas (1650-1680), primogenita di Pierre-Philibert, sposa Sigismondo de Murat, barone de La Croix. Dall’unione nasce Chistine Roncas-Murat de La Croix, che sposa Carlo Gerolamo del Carretto, marchese di Bagnasco[4]. Dall’unione nascono quattro figlie: Marie-Émérentienne, Paule-Madeleine, Marie-Thérèse e Marie-Véronique.
 Quest’ultima, Marie-Véronique Del Carreto Roncas-Murat, baronessa di Châtel-Argent, in virtù della primogenitura istituita da Pierre-Léonard, rinnovata e ampliata da Pierre-Philibert, sposa il conte Carlo Alberto Francesco Aldobrandino di San Giorgio. Sarà lei, pronipote di Pierre-Philibert de Roncas, a vendere, il 20 marzo 1698, il Palazzo Roncas al conte Buschetti, Governatore del Ducato d’Aosta, insieme al marito e con l’assistenza del padre, il marchese di Bagnasco[5].

- Marie-Marguerite de Roncas (1656-1688), secondogenita di Pierre-Philibert, sposando in prime nozze Carlo Giuseppe Bergera, e in seconde François d’Oncieu, genera l’eredità Bergera-d’Oncieu, i cui beni e le alleanze matrimoniali non ci conducono al castello dei Valperga, né all’archivio dei Roncas. La discendenza, tutta per via femminile, che vede l’ultima Roncas assumere il nome dei La Croix e la figlia confluire nella famiglia dei Del Carretto-Bagnasco. Parallelamente anche il castello dei Valperga passa di mano a causa dell’assenza di eredi maschi. Alla morte del conte Gerolamo Valperga, la dimora va alla figlia Marianna, che sposa il conte Arduino Valperga di Rivara, la cui figlia Francesca porta il castello in dote al marito il Conti di Biandrate, Federico Biandrate Aldobrandino, marchese di San Giorgio.

## Eredità
L’Archivio Storico Regionale della Valle d'Aosta conserva le seguenti patenti: ha registrato il trasferimento dei diritti 

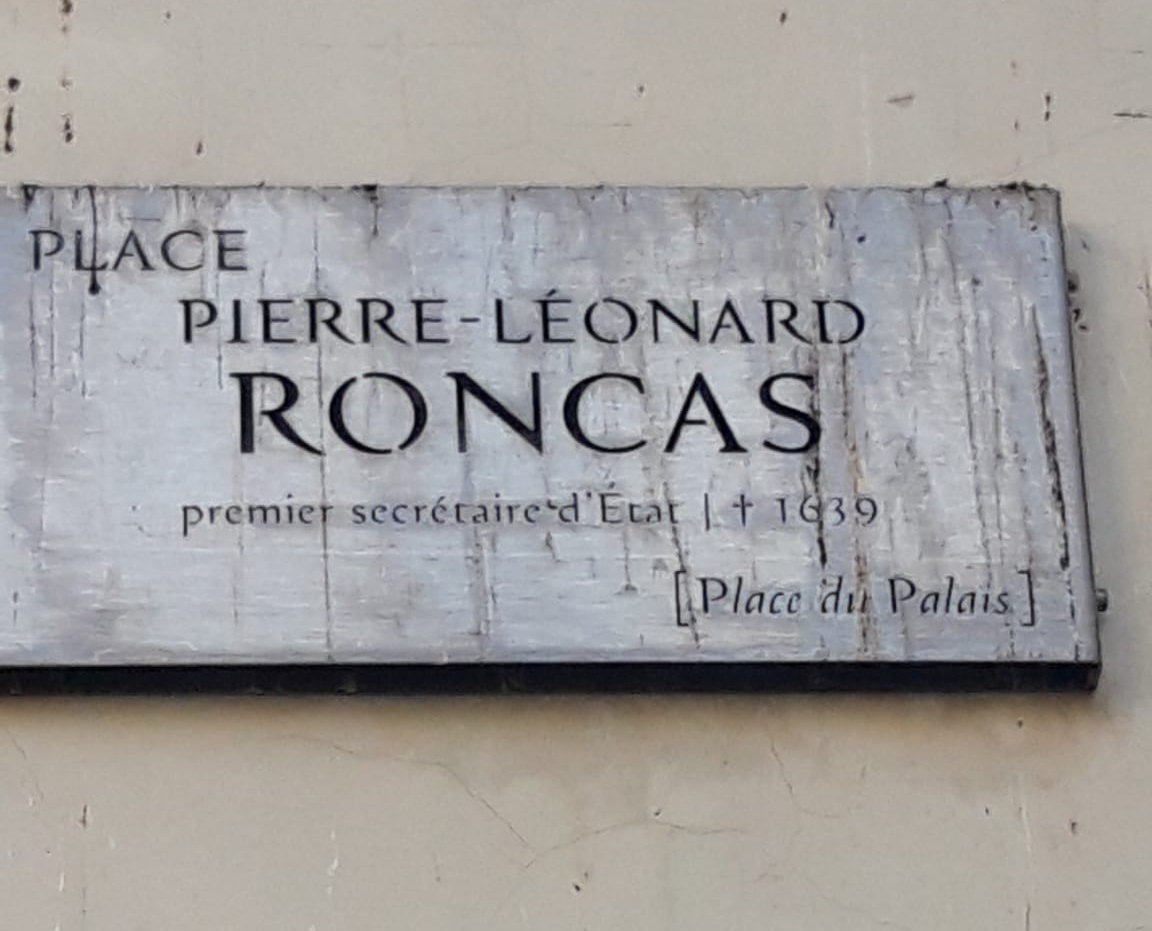
Piazza Pierre-Léonard Roncas ad Aosta.

distrettuali della cessione del mandamento di Châtel-Argent nel 18 febbraio di 1598, da parte di Carlo Emanuele I di Savoia per la somma di 6000 scudi d’oro. Di particolare interesse, ai fini della comprensione dello spirito con cui la nobiltà locale accolse la nomina a barone di Pierre-Léonard de Roncas di Châtel-Argent, è la disposizione emanata dal Duca l’8 aprile del 1599, con la quale si stabiliva « dict declaré et ordonné disons declarons et ordonnons voullons et nous plaict que le rang et jeanté que tant luy que ses successeurs seig.rs de Chastelargent aurons par cy apres a tenir riere nostre Duché d’Aouste tant en assemblées publiques conseil... conoissances que aultres quelconques soit immediatement apres le moderne Seig. de Cly ». La disposizione del Duca poneva Pierre-Léonard de Roncas al riparo da qualsiasi contestazione in merito al rango.
La piazza di fronte al Museo archeologico regionale della Valle d'Aosta, è dedicata a Pierre-Léonard de Roncas (1564-1639).

La piazza principale di Chambave è intitolata alla famiglia Roncas.